# Aemocia
Aemocia is een kevergeslacht uit de familie van de boktorren (Cerambycidae). De wetenschappelijke naam van het geslacht werd voor het eerst geldig gepubliceerd in 1864 door Thomson.

## Soorten
Aemocia omvat de volgende soorten:
- Aemocia balteata Pascoe, 1865
- Aemocia borneana Breuning, 1974
- Aemocia farinosa Pascoe, 1865
- Aemocia griseomarmorata Breuning, 1970
- Aemocia ichthyosomoides Thomson, 1864